# György Gál
Pour les articles homonymes, voir Gál.
György Gál, né à Budapest, le 14 juin 1912 où il est mort le 7 janvier 1963, est un journaliste et rédacteur en chef Hongrois.

## Biographie
Né à Budapest le 14 juin 1912 il est le fils aîné d’Artúr Gál (Rosinger, 1881-1944), rédacteur au service des Postes et Télégraphes, et d'Anna Ernyei (1885-1928), dont le père Mór Ernyei était avocat et président de la congrégation israélite de Buda. C'est au journal Az Est Lapok (hu) que sa carrière de journaliste commence en 1932, où il travaillera jusqu'à la fermeture du journal en 1939. Il rejoint ensuite Független Magyarország puis en 1943 Népszava. Il participe activement dès le début de la Seconde Guerre mondiale à la résistance. Après la libération, il travaille pour Szabadság puis pour Friss Újsàg. Il est entre 1948 et 1952 le rédacteur en chef de Világosság. Magyar Nap et Esti Budapest publient également ses écrits entre 1952 et 1954. De 1954 à 1956, il est le rédacteur en chef de Béke és Szabadság. En 1955 il signe le « Mémorandum des écrivains et artistes ». (contre la dictature stalinienne)
Directeur du service de presse du ministère du Commerce et des Transports entre 1945 et 1947, il dirigera ensuite en 1947-1948 celui du ministère des Transports et des Postes. Chef de service au Bureau d’information du Conseil des ministres en 1957-1958, il doit se retirer en raison d’une grave maladie.
Son épouse était Etelka Rózsa Bebök qu’il épousa en 1949 à Budapest.
Il repose au cimetière de Farkasrét à Budapest.